# نورمن روژه
نورمن روژه (فرانسوی: Normand Roger‎ زاده ۱۹۴۹ در مونترآل، استان کبک) یک آهنگساز فیلم، تدوینگر صدا، طراح صدا اهل کانادا است.

## گزیده فیلمشناسی
- پیرمرد و دریا (۱۹۹۹)
- پدر و دختر (۲۰۰۰)

## جوایز
- برنده جایزه اسکار بهترین پویانمایی کوتاه